# Breaking the Ice (2022)
Breaking the Ice (Arbeitstitel Wenn wir die Regeln brechen) ist ein österreichischer Spielfilm von Clara Stern aus dem Jahr 2022 mit Alina Schaller, Judith Altenberger, Tobias Resch, Wolfgang Böck und Pia Hierzegger. Premiere des Filmdramas war am 11. Juni 2022 beim Tribeca Film Festival. In Österreich kam der Film am 25. November 2022 in die Kinos. In Deutschland wurde der Film Anfang Mai 2023 im Spielfilmwettbewerb des Filmkunstfests Mecklenburg-Vorpommern gezeigt.

## Handlung
Mira lebt für den Eishockeysport und führt mit starkem Willen als Kapitänin ihr Team. Eine Herausforderung, dies mit ihrer Rolle im elterlichen Weinbau zu vereinen: mit ihrer Mutter und ihrem unternehmungslustigen, aber immer dementeren Opa führt sie den Hof – mit der ganzen Verantwortung.
Die neue Spielerin Theresa bringt in ihrer Unbekümmertheit und Offenheit Mira völlig aus dem Konzept. Nachdem Miras verschwundener Bruder Paul wieder auftaucht, verlieren sich Mira, Therese und Paul im nächtlichen Wien. Mira entdeckt dabei die Freiheit, Regeln zu brechen und sich selbst neu zu erfinden.

## Produktion und Hintergrund
Die Dreharbeiten fanden an 32 Drehtagen vom 12. April bis zum 21. Mai 2021 in Wien und Niederösterreich statt. Gedreht wurde unter anderem im Eissportzentrum Klenk Dome in St. Pölten. Weitere Drehorte waren Göttlesbrunn und Höflein. Die Eishalle der Erste Bank Arena und die Wiener Innenstadt dienten ebenfalls als Drehorte.
Produziert wurde der Film von der österreichischen Nikolaus Geyrhalter Filmproduktion (Produzenten Michael Kitzberger, Wolfgang Widerhofer, Markus Glaser und Nikolaus Geyrhalter), den Verleih übernahm Filmladen. Unterstützt wurde die Produktion vom Österreichischen Filminstitut, von FISA Filmstandort Austria und vom Filmfonds Wien, beteiligt war der Österreichische Rundfunk.
Die Kamera führte Johannes Hoss, die Montage verantwortete Matthias Writze. Für den Ton zeichnete Nora Czamler verantwortlich, für das Kostümbild Carola Pizzini, für das Szenenbild Christine Dosch und Julia Oberndorfinger, für die Maske Regina Breitfellner und für das Casting Lisa Oláh.
Regisseurin und Drehbuchautorin Clara Stern, die mit dem Österreichischen Filmpreis 2018 für ihren Kurzfilm MATHIAS ausgezeichnet wurde, gab mit diesem Film ihr Lang-Spielfilm-Debüt. Mit dabei waren unter anderem auch Spielerinnen des österreichischen Damen-Eishockey-Nationalteams und der Vienna Sabres.

## Rezeption
Valerie Dirk meinte auf DerStandard.at, dass Clara Stern mit diesem Film ein sehenswertes Langfilmdebüt geschaffen habe. Auch wenn die Dialoge häufig hölzern holperten und die Metaphern ab und zu schwer wiegen, glänze der Film in den bewegten Momenten. Der Umgang mit Queerness und Geschlechterrollen bliebe spielerisch, ohne sich festlegen zu wollen. Und die Besetzung sei eine feine Mischung aus Newcomern und bekannten Gesichtern.
Susanne Gottlieb befand in der Kleinen Zeitung, dass es Stern gelinge, den Sport nicht nur stilvoll und elegant in Szene zu setzen, sie schaffe auch ein Plädoyer für dessen emanzipatorische Kraft. Außerdem  verbiete sie es sich, in ihrem Drehbuch einfache Lösungen anzubieten und alles in stimmigen Wohlgefallen aufzulösen.

## Auszeichnungen und Nominierungen
Carl-Mayer-Drehbuchpreis (Clara Stern)
Filmfestival Max Ophüls Preis 2023
- Nominierung für den Wettbewerb Spielfilm[14]
- Fritz-Raff-Drehbuchpreis[15]
- Preis für den gesellschaftlich relevanten Film[15]
- Preis der Jugendjury[15]

Filmkunstfest Mecklenburg-Vorpommern 2023
- Förderpreis der DEFA-Stiftung[16]

Romyverleihung 2023
- Nominierung in der Kategorie Beste Kamera Kino (Johannes Hoss)[17]